# Högbergsgatan, Helsingfors

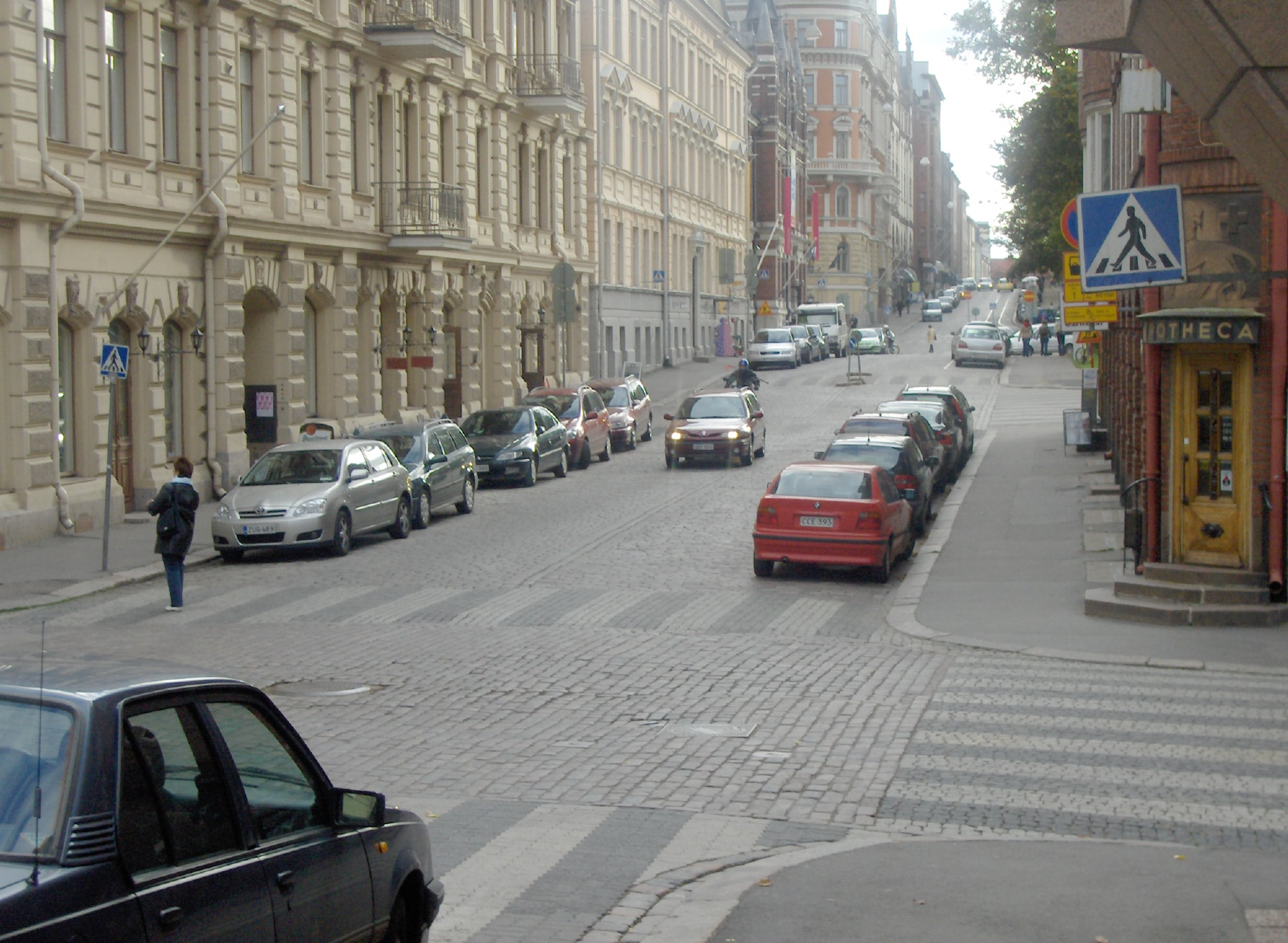
Högbergsgatan i Helsingfors.

Högbergsgatan (finska: Korkeavuorenkatu) är en gata i Helsingfors. Gatan ligger i stadsdelarna Gardesstaden och Ulrikasborg. Gatan sträcker sig från Bergmansgatan i Ulrikasborg till Esplanadparken i Gardesstaden. Vid gatan ligger bland annat Johanneskyrkan (A.E. Melander, 1891), Designmuseet (Gustaf Nyström, 1895), Skillnadens brandstation (Theodor Höijer, 1891) och Richardsgatans bibliotek (Thedor Höijer, 1881).

## Tvärgator
- Jägaregatan
- Skarpskyttegatan
- Röddaldsgatan
- Sjömansgatan
- Georgsgatan
- Ulrikasborgsgatan
- Bangatan
- Lilla Robertsgatan
- Ludvigsgatan
- Richardsgatan